# Cixius aculeata
Cixius aculeata är en insektsart som beskrevs av Tsaur 1991. Cixius aculeata ingår i släktet Cixius och familjen kilstritar. Inga underarter finns listade i Catalogue of Life.